# 普卢内旺泰尔
普卢内旺泰尔（法語：Plounéventer，法語發音：[plunevɛ̃tɛʁ]）是法国菲尼斯泰尔省的一个市镇，位于该省北部，属于莫尔莱区。

## 地理
普卢内旺泰尔（48°30'53"N, 4°12'45"W）面积27.28 平方千米，位于法国布列塔尼大區菲尼斯泰尔省，该省份为法国最西部的省份，位于布列塔尼半岛西部，北西南三面环大西洋，东临阿摩尔滨海省和莫尔比昂省。
与普卢内旺泰尔接壤的市镇（或旧市镇、城区）包括：圣代里安、朗乌阿尔诺、拉讷夫雷特、普卢达涅勒、普卢埃代恩、拉罗什莫里斯、圣梅昂、圣塞尔韦、特雷马韦藏。
普卢内旺泰尔的时区为UTC+01:00、UTC+02:00（夏令时）。

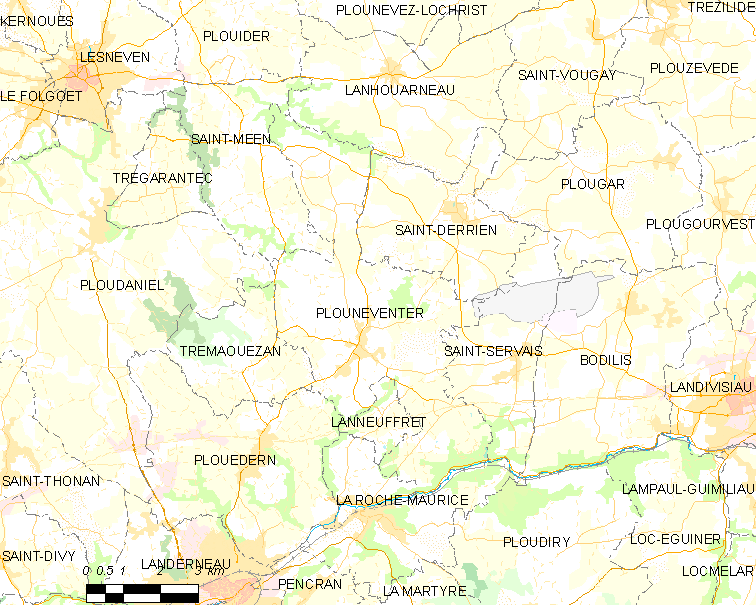
普卢内旺泰尔的OSM定位图

## 行政
普卢内旺泰尔的邮政编码为29400，INSEE市镇编码为29204。

## 政治
普卢内旺泰尔所属的省级选区为朗迪维肖县。

## 交通
法国国道N12线经过南部但未设出入口，菲尼斯泰尔省省道D29线、D32线和D229线经过境内。

## 人口

1962-2008年间普卢内旺泰尔人口变化图示

普卢内旺泰尔于2022年1月1日时的人口数量为2212人。